# Yangdun
Yangdun (kinesiska: 洋墩) är en socken i sydöstra Kina. Den ligger i Shunchang härad i staden Nanping i provinsen Fujian, omkring 180 kilometer nordväst om provinshuvudstaden Fuzhou. Antalet invånare är 7 918. Befolkningen består av 3 848 kvinnor och 4 070 män. Barn under 15 år utgör 16,0 %, vuxna 15-64 år 72 %, och äldre över 65 år 11,0 %.